# Irafi járás

Az Irafi járás Észak-Oszétiában

Az Irafi járás (oroszul Ирафский район, oszét nyelven Æрæфы район) Oroszország egyik járása Észak-Oszétia területén. Székhelye Csikola.

## Népesség
- 1989-ben 15 711 lakosa volt, melyből 15 222 oszét (96,9%), 143 orosz, 24 kabard, 21 ukrán, 15 grúz, 12 ingus, 6 kumük, 4 örmény.
- 2002-ben 15 708 lakosa volt, melyből 15 099 oszét (96,1%), 218 orosz, 23 örmény, 22 kabard, 13 ukrán, 12 grúz, 4 kumük, 2 ingus.
- 2010-ben 15 766 lakosa volt, melyből 14 893 oszét, 230 orosz, 117 török, 77 kurd, 41 kabard, 29 tadzsik, 26 örmény, 26 üzbég, 23 tatár, 21 ukrán, 19 grúz, 17 azeri, 12 balkár, 10 dargin, 10 türkmén stb.